# Ruch lotniskowy

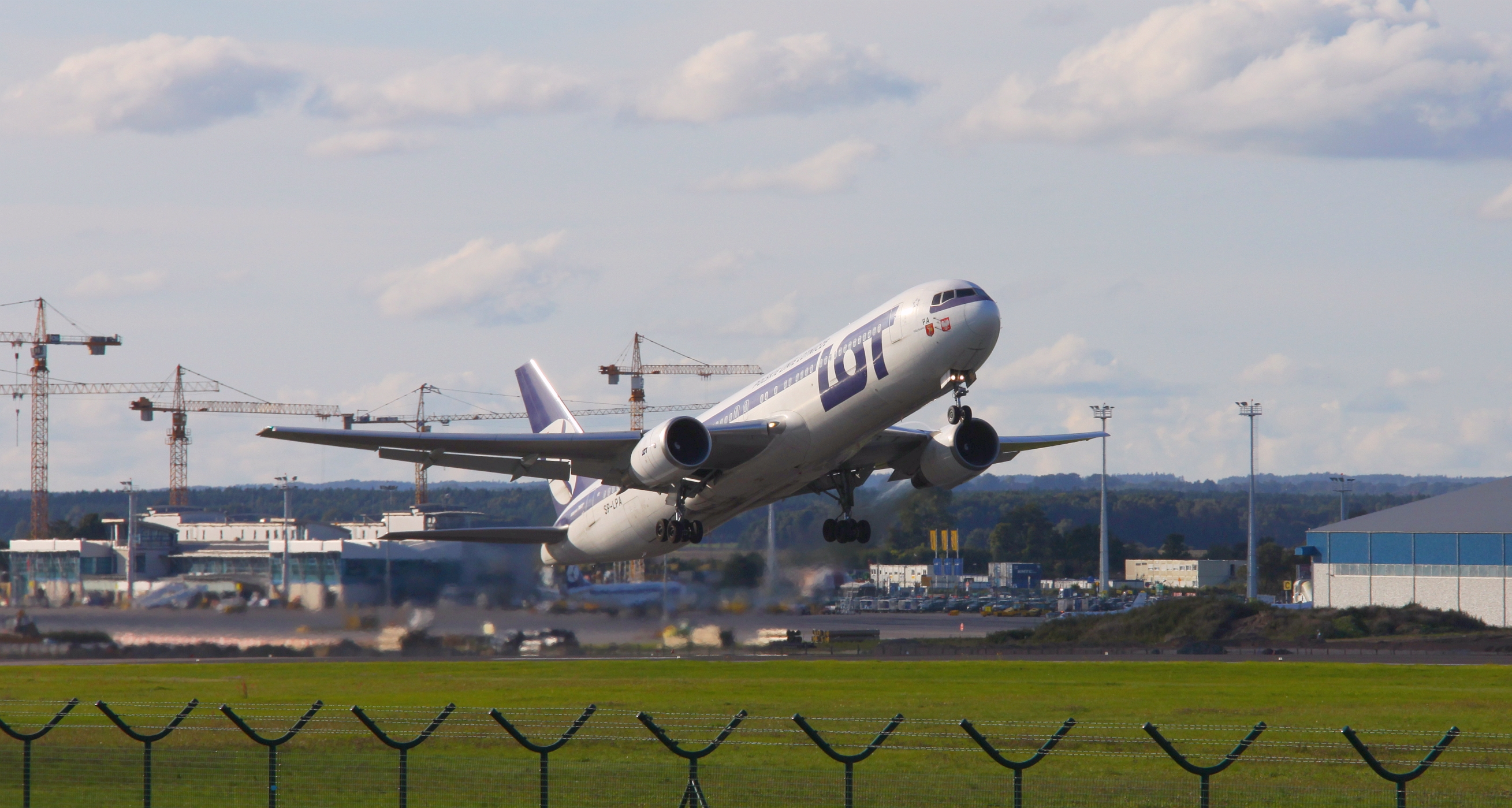
Ruch lotniskowy

Ruch lotniskowy – oznacza wszelki ruch na polu manewrowym lotniska i ruch wszystkich statków powietrznych wykonujących loty w sąsiedztwie lotniska.
Statek powietrzny wykonujący loty w sąsiedztwie lotniska oznacza m.in. statek wchodzący w krąg nadlotniskowy lub go opuszczający.